# 1996 en Saskatchewan
Chronologie de la Saskatchewan
- 1992
- 1993
- 1994
- 1995
- 1996
- 1997
- 1998
- 1999
- 2000

Cette page concerne des événements d'actualité qui se sont produits durant l'année 1996 dans la province canadienne de la Saskatchewan.

## Politique
- Premier ministre : Roy Romanow
- Chef de l'Opposition :
- Lieutenant-gouverneur : John N. Wiebe
- Législature :